# マーク・A・シェパード
マーク・アンドレアス・シェパード（Mark Andreas Sheppard、1964年5月30日 - ）は、イングランド ロンドン出身の俳優である。

## 出演作品

### テレビ
- スーパーナチュラル（クラウリー）
- レバレッジ 〜詐欺師たちの流儀（ジェームズ・スターリング）
- ウェアハウス13　～秘密の倉庫 事件ファイル～（ベネディクト・バルダ）
- CHUCK/チャック
- CSI:科学捜査班
- ホワイトカラー
- ドールハウス
- ドクター・フー
- NCIS 〜ネイビー犯罪捜査班
- バトルスター・ギャラクティカ（ロモ・ランプキン）
- バーン・ノーティス　元スパイの逆襲
- ザ・プロテクター/狙われる証人たち
- SHARK カリスマ敏腕検察官
- BIONIC WOMAN　バイオニック・ウーマン
- ミディアム 霊能者アリソン・デュボア
- 24 -TWENTY FOUR-（イワン・アーウィック）
- WITHOUT A TRACE/FBI 失踪者を追え!
- ラスベガス
- CSI:ニューヨーク
- ファイヤーフライ　宇宙大戦争
- UC アンダーカバー特殊捜査官
- ザ・プラクティス ボストン弁護士ファイル
- チャームド〜魔女3姉妹〜
- ファストレーン
- S.O.F. ソルジャー・オブ・フォーチュン（クリストファー・“CJ”・イエーツ）
- Xファイル The X-files (1993) シーズン1第12話「炎」
- MACGYVER/マクガイバー

### 映画
- KILLER GATOR キラーゲーター
- ロスト5
- 愛を問うひと
- EVIL NOTE イーブルノート
- アウト・オブ・タイム（リーチ）
- アイスランド（ユーリ・ブレスコフ）
- メガロドン
- ディープ・ショック
- ロスト・ボイジー
- おとなの愛しかた講座
- 父の祈りを
- ブラッド・ダイナー/悪魔のメニュー